# Chrysotus nigrifrons
Chrysotus nigrifrons är en tvåvingeart som beskrevs av Octave Parent 1929. Chrysotus nigrifrons ingår i släktet Chrysotus och familjen styltflugor.
Artens utbredningsområde är Texas. Inga underarter finns listade i Catalogue of Life.